# Jagiellonia Białystok w sezonie 1929
Wojskowy Klub Sportowy 42 Pułku Piechoty w Białymstoku (protoplasta Jagiellonii Białystok) przystąpił do rozgrywek Klasy A nowo utworzonego Okręgowy Związek Piłki Nożnej w Białymstoku. Swoje mecze wojskowi rozgrywali na boisku położonym przy koszarach 42 Pułku Piechoty stacjonującego w okolicach dzisiejszej ulicy Traugutta w dzielnicy Wygoda oraz na stadionie miejskim zwanym „Zwierzynieckim”.

## II poziom rozgrywek piłkarskich
Rok 1929 jest datą utworzenia Białostockiego Okręgowego Związku Piłki nożnej. Wcześnie zespoły z białostocczyzny występowały w Wileńskiej klasie A, B, C. Białostocką klasę A utworzono z 3 klubów z podokręgu białostockiego i 3 z okręgu grodzieńskiego.

## Końcowa Tabela – Klasa A (Okręg białostocki)
| Lp. | Drużyna             | M  | Z | R | P | Bramki | Bramki | Różn. | Pkt. | Uwagi        |
| --- | ------------------- | -- | - | - | - | ------ | ------ | ----- | ---- | ------------ |
| 1   | Cresovia Grodno M B | 10 | 8 | 1 | 1 | 32     | 15     | +17   | 17   | elim.do Ligi |
| 2   | WKS 42 PP Białystok | 10 | 8 | 1 | 1 | 25     | 12     | +12   | 17   |              |
| 3   | ŻKS Białystok       | 10 | 4 | 1 | 5 | 19     | 23     | -4    | 9    |              |
| 4   | Makabi Grodno       | 10 | 3 | 2 | 5 | 17     | 19     | -2    | 8    |              |
| 5   | WKS 76 PP Grodno    | 10 | 2 | 3 | 5 | 14     | 14     | 0     | 7    |              |
| 6   | Makabi Białystok    | 10 | 1 | 0 | 9 | 12     | 36     | -23   | 2    |              |

- Według regulaminu przy równej ilości punktów odbył się dodatkowy mecz o 1 miejsce.

Cresovia Grodno : WKS 42 PP Białystok 3:2.
- Od następnego sezonu klasę A powiększono do 8 zespołów. Z klasy B awansowały drużyny Jutrzni Białystok, Kraftu Grodno.
- Cresovia Grodno wystąpiła w eliminacjach do Ligi, lecz nie zakwalifikowała się kończąc rozgrywki w IV grupie na ostatnim, 3 miejscu.
- W klasie B w dwóch grupach grało 14 zespołów, w klasie C w 4 grupach rywalizowało 26 zespołów.

## Mecze
| Mecze i wyniki | Mecze i wyniki         | Mecze i wyniki          | Mecze i wyniki | Mecze i wyniki | Mecze i wyniki     | Mecze i wyniki | Mecze i wyniki        | Pozycja w lidze | Pozycja w lidze | Pozycja w lidze |
| Lp. | Data                   | Rozgrywki               | F.             | D/W            | Przeciwnik         | Wynik          | Strzelcy bramek       | M.              | P.              | B.              |
| --- | ---------------------- | ----------------------- | -------------- | -------------- | ------------------ | -------------- | --------------------- | --------------- | --------------- | --------------- |
| {\displaystyle 1_{\ 33}^{\ }} | 3.05.1929 Białystok    | Klasa A - 1 kolejka     | -              | D              | ŻKS Białystok      | 3:1            |                       | 2               | 2               | 3-1             |
| {\displaystyle 2_{\ 34}^{\ }} | (11).05.1929 Białystok | Klasa A - 2 kolejka     | -              | D              | Makabi Grodno      | 2:2            |                       | 2               | 3               | 5-3             |
| {\displaystyle 3_{\ 35}^{\ }} | (25).05.1929 Grodno    | Klasa A - 3 kolejka     | -              | W              | Cresovia Grodno    | 4:2            |                       | ?               | 3               | 7-8             |
| {\displaystyle 4_{\ 36}^{\ }} | 01.06.1929 Grodno      | Klasa A - 4 kolejka     | -              | W              | WKS 76 P.P. Grodno | 1:2            |                       | 2               | 5               | 9-9             |
| {\displaystyle 5_{\ 37}^{\ }} | 08.06.1929 Białystok   | Klasa A - 5 kolejka     | -              | D              | Makabi Białystok   | 5:3            |                       | 2               | 7               | 14-12           |
| {\displaystyle 6_{\ 38}^{\ }} | ?.06.1929 Białystok    | Klasa A - 6 kolejka     | -              | W              | ŻKS Białystok      | b.d.           |                       | 2               | 9               | b.d.            |
| {\displaystyle 7_{\ 39}^{\ }} | ?.06.1929 Grodno       | Klasa A - 7 kolejka     | -              | W              | Makabi Grodno      | b.d.           |                       | 2               | 11              | b.d.            |
| {\displaystyle 8_{\ 40}^{\ }} | ?.07.1929 Białystok    | Klasa A - 8 kolejka     | -              | D              | WKS 76 P.P. Grodno | b.d.           |                       | 2               | 13              | b.d.            |
| {\displaystyle 9_{\ 41}^{\ }} | ?.07.1929 Białystok    | Klasa A - 9 kolejka     | -              | W              | Makabi Białystok   | b.d.           |                       | 2               | 15              | 23-11           |
| {\displaystyle 10_{\ 42}^{\ }} | ?.07.1929 Białystok    | Klasa A - 10 kolejka    | -              | D              | Cresovia Grodno    | 2:1            |                       | 2               | 17              | 25-12           |
| {\displaystyle 11_{\ }^{\ }} | 10.08.1929 Grodno      | Klasa A - Mecz o 1 m-ce | -              | D              | Cresovia Grodno    | 3:2            | Korycki 17' Sitko 75' | 2               |                 |                 |
| {\displaystyle 1_{\ 3}^{\ 2}} - (1) Liczba meczów w sezonie, (2) wszystkie mecze na najwyższym poziomie rozgrywkowym, (3) wszystkie mecze w rozgrywkach ligowych (bez baraży) - rozgrywki ligowe, - rozgrywki pucharu polski, - rozgrywki pucharu ligi, - rozgrywki ligi europejskiej, - mecze barażowe lub eliminacyjne, - inne. |                        |                         |                |                |                    |                |                       |                 |                 |                 |

## Skład
Skład niepełny.
| Nr   | Nazwisko               | Pozycja | Mecze | Bramki | Transfery |
| ---- | ---------------------- | ------- | ----- | ------ | --------- |
| b.d. | Józef Komendo-Borowski | BR      |       |        |           |
| b.d. | Kaufamn                | OB      |       |        |           |
| b.d. | Małyszko               | OB      |       |        |           |
| b.d. | Łapiński               | PO      |       |        |           |
| b.d. | Wolf                   | PO      |       |        |           |
| b.d. | Popławski              | PO      |       |        |           |
| b.d. | Korycki                | NA      |       |        |           |
| b.d. | Kirchner               | NA      |       |        |           |
| b.d. | Ślusarczyk             | NA      |       |        |           |
| b.d. | Woronowicz             | NA      |       |        |           |
| b.d. | Sitko                  | NA      |       |        |           |